# Alain Portes
Alain Portes, född 31 oktober 1961 i Béziers, är en fransk handbollstränare och före detta handbollsspelare (vänstersexa). Från 1983 till 1992 spelade han 212 landskamper och gjorde 500 mål för Frankrikes landslag.
Han var med och tog brons vid OS 1992 i Barcelona.

## Klubbar
Som spelare
- Sète Olympique
- USAM Nîmes (1982–1994)

Som tränare
- HBC Nîmes (damer, 1995–2004)
- USAM Nîmes (herrar, 2006–2009)
- Tunisien (herrar, 2009–2013)
- Frankrike (damer, 2013–2016)
- Grand Besançon Doubs HB (herrar, 2017–2018)
- Al-Duhail SC (2019)
- Algeriet (herrar, 2019–)